# 特定無線設備の技術基準適合証明等に関する規則
特定無線設備の技術基準適合証明等に関する規則（とくていむせんせつびのぎじゅつきじゅんてきごうしょうめいとうにかんするきそく、昭和56年11月21日郵政省令第37号）は、電波法に基づき技術基準適合証明等について定めることを目的とする府省令である。

## 構成
2025年（令和7年）6月25日現在
第1章 総則
第2章 登録証明機関
　第1節 技術基準適合証明
　第2節 特定無線設備の工事設計についての認証
第3章 承認証明機関
　第1節 技術基準適合証明
　第2節 特定無線設備の工事設計についての認証
第4章 特別特定無線設備の技術基準適合自己確認
第5章 雑則
附則

## 概要
本規則は、電波法第38条の2の2にある小規模な無線局に使用するための無線設備である特定無線設備に関し、電波法令の技術基準に適合することを認証すること及びこれを行う機関について規定する総務省令である。
従前に無線機器型式検定規則に基づき電波研究所（現情報通信研究機構）が実施していた型式検定の業務の内、重要性の低いものから民間に開放したものといえる。
1981年（昭和56年）の制定当初は対象となる無線設備が航空用携帯無線機、自動車電話端末、スピード測定器など6種別であったが、次第に携帯電話端末やPHS端末、更にはコードレス電話や特定小電力トランシーバーなど免許を要しない無線局用の機器を含め種別が増加している。

類似制度として電気通信事業法上の端末機器に対する技術基準適合認定という制度があり、本規則に相当する総務省令は端末機器の技術基準適合認定等に関する規則である。
なお、本規則は#沿革にみるように制度改変に伴い名称をかえてきた。
認証方法および実施機関
- 認証方法としては、技術基準適合証明、工事設計認証、技術基準適合自己確認が
  - 技術基準適合自己確認の対象は、特別特定無線設備（携帯電話端末、PHS端末、コードレス電話およびこれらに無線LAN機能を追加したものならびに無線アクセス端末）に限られる。
- 技術基準適合証明、工事設計認証を行う国内機関には登録証明機関が、外国機関には承認証明機関がある。詳細は技術基準適合証明を参照。

区分
電波法第38条の2の2の区分に基づき、特定無線設備は種別毎に次のいずれかに区分され、証明機関は区分ごとに登録される。 
| 区分                                                                 | 内容                                                                                                 | 備考                            |
| -------------------------------------------------------------------- | --- | ------------------------------- |
| 第一種特定無線設備                                                   | 電波法第4条第2号又は第3号に規定する無線局に係る特定無線設備                                          | 市民ラジオ、小電力無線局        |
| 第二種特定無線設備                                                   | 特定無線局（電波法第27条の2第1号に掲げる無線局に係るもの（移動するもの）に限る。）に係る特定無線設備 | 携帯電話端末、MCA無線移動機など |
| 第三種特定無線設備                                                   | 前二号に掲げる特定無線設備以外の特定無線設備                                                         | 上記以外のもの                  |
| 区分の名称は、沿革にあるとおり、2004年（平成16年）以降は通称である。 | |                                 |

### 表示
本規則様式第7号または第14号により、技適マークに認証の種類の記号
| Ｒ |
| -- |

および番号を要する。
| 認証の種類       | 番号                                                                            |
| ---------------- | ------------------------------------------------------------------------------- |
| 技術基準適合証明 | 1-3字目は証明機関 4字目又は4-5字目は無線設備の種別 以降は告示による。           |
| 工事設計認証     | 1-3字目は証明機関 4字目はハイフン(-) 5-10字目は証明機関による。                 |
| 技術基準自己確認 | 1-6字目は届出番号 7字目又は7-8字目は無線設備の種別 続く2字は届出年の西暦の下2字 |

従前は筐体への印刷やラベルの貼付により直接表示されていたが、2010年（平成22年）4月よりディスプレイ 表示によることもできる。
詳細は技適マーク#表示を参照。
- 電波法第4条第2号には、この表示が付された無線設備を適合表示無線設備と称している。但し、総務大臣が技術基準に適合していない場合に他の無線局の運用を阻害するような混信その他の妨害又は人体への危害の発生を防止するため特に必要があると認めて公示したものはこの限りではない。

## 沿革
1981年（昭和56年）- 昭和56年郵政省令第37号 特定無線設備の技術基準適合証明に関する規則として制定、当初の構成は次のとおり。
第1章 総則
第2章 技術基準適合証明
第3章 指定証明機関
附則
- 証明機関は、区分毎に郵政大臣に指定されるものとされた。
  - 当初に指定された機関は、無線設備検査検定協会（現・テレコムエンジニアリングセンター）のみであった。
- 所定の業務履歴を持つ各級無線技術士（現・各級陸上無線技術士）、第一級無線通信士（現・第一級総合無線通信士）は証明員になれることとなった。
- 表示は、長径35mm、短径27mmの楕円形証票で、中央に種別記号と個別の証明番号を記載するものとされた。
- 種別記号は2字で1字目が種別を、2字目が郵政大臣又は指定証明機関を表すものとされた。

1982年（昭和57年）- 昭和57年郵政省令第53号による改正
- 市民ラジオが対象となり、これに対する表示は縦30mm、横25mmの長方形証票とされ、上部に円形を配し下部に機器の種別記号と証明番号とを記載するものとされた。
  - 免許を要しない無線局の機器にも本規則の対象となるものが現れた。

1987年（昭和62年）- 昭和62年郵政省令第52号による改正
- コードレス電話が対象となった。
  - 小電力無線局の機器が本規則の対象となった。
- 表示は、直径5mm以上の円形で左下に〒を配したものに統一された。
  - 認証マークと称された。
  - 記号及び技術基準適合証明番号として最初の1字が種別、続けて証明機関による証明番号を併記するものとされた。

1990年（平成2年）- 平成2年郵政省令第61号による改正
- 所定の業務履歴を持つ第一級海上無線通信士が証明員になれることとなった。

1991年（平成3年）- 平成3年郵政省令第31号による改正
- 一部のアマチュア局の無線設備が対象となった。
  - ちなみにこれに対する指定証明機関は、日本アマチュア無線振興協会が指定された。

1992年（平成4年）　平成4年郵政省令第23号による改正
- 小電力セキュリティシステムの無線局の種別記号がAZとなった。
  - 技術基準適合証明番号の1字目又は1-2字目が種別を表すものとなった。

1995年（平成7年）- 平成7年郵政省令第26号による改正
- 表示が技適マークにかわった。

1999年（平成11年）- 平成11年郵政省令第7号による改正
第4章 特定無線設備の工事設計についての認証
第5章 承認証明機関
　第1節 証明
　第2節 技術基準適合証明
　第3節 特定無線設備の工事設計についての認証
第6章 雑則
が追加された。
- 電波法に特定無線設備の工事設計についての認証と承認証明機関の制度が新設されたことを受け本規則も改正された。
  - 工事設計認証番号は1字目又は1-2字目が種別、続けて証明機関による機種毎の認証番号を表示するものとされた。

2001年（平成13年）- 中央省庁再編で郵政省は廃止され総務省を設置
- 中央省庁等改革関係法施行法[4]第193条により電波法本則にある郵政省令は総務省令とされ、同法第1304条第1項および中央省庁等改革のための郵政省関係省令の整備に関する省令[5]第55条により総務省令となる。
- 平成13年総務省令第118号により一部改正
  - 特定無線設備は種別毎に次のいずれかに区分されることとなった。

　第一種特定無線設備
　第二種特定無線設備
　第三種特定無線設備
　*技術基準適合証明番号および工事設計認証番号の1-2字目が証明機関を、3字目又は3-4字目が種別を表すものとなった。
2003年（平成15年）- 平成15年総務省令第92号により一部改正
- 技術基準適合証明番号および工事設計認証番号の1-3字目が証明機関を、4字目又は4-5字目が種別を表すものとなった。

2004年（平成16年）- 平成16年総務省令第2号により一部改正
- 特定無線設備の技術基準適合証明等に関する規則と改称された。

第2章 技術基準適合証明
第3章 指定証明機関
第4章 特定無線設備の工事設計についての認証
第5章 承認証明機関
　第1節 証明
　第2節 技術基準適合証明
　第3節 特定無線設備の工事設計についての認証
第6章 雑則
が、
第2章 登録証明機関
　第1節 技術基準適合証明
　第2節 特定無線設備の工事設計についての認証
第3章 承認証明機関
　第1節 技術基準適合証明
　第2節 特定無線設備の工事設計についての認証
第4章 特別特定無線設備の技術基準の自己確認
第5章 雑則
と改められた。
- 電波法で証明機関は指定制から登録制となり、また特別特定無線設備が規定され技術基準適合自己確認の制度が新設されたことを受け、本規則も改正された。
  - 証明機関に新規参入が認められた。
  - 特別特定無線設備の種別が規定され、技術基準適合自己確認番号の構成が定められた。
  - 特定無線設備の区分を第一種・第二種・第三種と称することが廃止された。
    - 区分は従前のまま電波法に規定されることとなり、事後も通称としている。

  - 特定無線設備の変更の工事（改造）をした者がしなければならない表示の除去の方法が規定された。
  - 証明員の要件は電波法に規定されることとなり、削除された。

2010年（平成22年）- 平成22年総務省令第58号により一部改正
- 画面を有する機器に技適マーク及び併記する記号等を映像として表示させることができることとなった。

2011年（平成23年）- 平成23年総務省令第163号により一部改正
- 工事設計認証番号は、複数の工事設計を単一の番号で表すことができることとなり、無線設備の種別を表示することを必要としなくなった。
  - 実施時期は、第三種特定無線設備以外は平成23年12月16日から、第三種特定無線設備は平成25年4月1日からとされた。

2013年（平成25年）- 平成23年総務省令第163号よる改正の経過処置終了
- 4月より工事設計認証番号はすべて、複数の工事設計を単一の番号で表すことができ、無線設備の種別は表示されなくなった。